# 绿阔嘴鸟
绿阔嘴鸟（学名：Calyptomena viridis），是阔嘴鸟科绿阔嘴鸟属的一种，分布于缅甸、文莱（已绝灭）、新加坡、泰国、印度尼西亚和马来西亚。全球活动范围约为2,910,000平方千米。该物种的保护状况被评为近危。
其种加词“viridis”意为“绿色的”。
绿阔嘴鸟的平均体重约为54.2克。栖息地包括种植园、亚热带或热带的湿润低地林、亚热带或热带的沼泽林和亚热带或热带的湿润山地林。